# Dreams of Sanity
Dreams of Sanity fue una banda de gothic metal de Austria. Desde su fundación en 1991 publicaron 3 álbumes de larga duración, antes de separarse en el año 2002. Muchas de sus canciones hablan sobre Buddha, Virgilio, Dante y otras referencias históricas o literarias. Su canción más famosa, "Window to the Sky", está basada en las leyendas sobre las experiencias de Gautama Buddha en su aislamiento.

## Historia
Después de fundarse en 1991, Dreams of Sanity lanzó dos demos en 1994 y 1996. Estuvieron de gira por Europa a finales del 1996 antes de lanzar su álbum debut, Komödia, en 1997, el cual fue inspirado por La Divina Comedia de Dante Alighieri. La banda lanzó dos álbumes más, uno en torno a la obra El Fantasma de la Ópera llamado Masquerade y el segundo explorando el concepto de la vida como un juego, llamado The Game. El grupo realizó una serie de cambios en sus miembros durante la grabación del tercer álbum. Luego de haber sido retirados de su sello discográfico, Hall of Sermon, el grupo se disolvió en 2002.

## Miembros
| Ensamble final - Michael Knoflach - Bajo eléctrico (1991-2002) - Christian K. Marx - guitarras (1991-2002) - Andreas Wildauer - guitarras (1994-2002) - Sandra Schleret - voz principal (1994-2000, 2001-2002) - Patrick Schrittwieser - batería (1999-2002) - Florian Steiner - teclados (2000-2002) | Miembros ocasionales - Laura Angelmayer - voces (1993) - Tilo Wolff - voces masculinas (1999) - Jan Peter - guitarras (1999-2000) | Otros miembros - Hannes Richter - batería (1991-1993) - Florian Ratzesberger - teclado (1992-1993), guitarra (1993-1994) |

## Discografía
| Demos - Demo (1994) - A God Damned City (demo compilación CD, 1995) - Ein Liebeslied (demo, 1996) | Álbumes de estudio - Komödia (Hall of Sermon, 1997) - Masquerade (Hall of Sermon, 1999) - The Game (Hall of Sermon, 2000) | Sencillos - Window to the Sky (2000) |

## Videos
- (1999) Blade of Doom (Live in Mexico)
- (1999) The Maiden and the River (Live in Mexico)
- (1999) Treesitter (Live in Mexico)